# Code 8 : Partie II
Pour les articles homonymes, voir Code 8.
Série
Code 8
(2019)
Pour plus de détails, voir Fiche technique et Distribution.
Code 8 : Partie II (Code 8: Part II) est un film américano-canadien réalisé par Jeff Chan et dont la sortie est prévue en 2024. Il s'agit d'une suite au film Code 8 sorti en 2019.

## Synopsis
Cinq ans après les événements, la police de Lincoln City a modifié son programme technologique militarisé. Les robots humanoïdes armés sont désormais remplacés par des robots compagnons non létaux, K9, semblables à des chiens. Mené par le sergent "King" Kingston, le projet est un succès et les rues de Lincoln City n'ont jamais été aussi sûres. Tout juste sorti de prison, Connor Reed travaille comme concierge dans un centre communautaire pour jeunes dirigé par Mina. Il se fait discret et tente d'éviter les ennuis.
Garrett Kelton a quant à lui pris le contrôle d'un complexe d'appartements d'où il dirige son empire de la drogue « éthique », le psyke. Pavani et son frère aîné Tarak vivent dans la pauvreté au sein de cette communauté. Le désespoir pousse Tarak à voler un sac rempli d'argent appartenant au gang de Garrett. Il se fait arrêter par le sergent King et son unité de flics corrompus. King ordonne à une unité K9 de traquer Tarak, lui injectant du psyke pour faire ressembler cela à une overdose. Pav est témoin du meurtre.

## Fiche technique
Sauf indication contraire, les informations mentionnées dans cette section peuvent être confirmées par la base de données cinématographiques IMDb,  présente dans la section « Liens externes ».
- Titre original : Code 8: Part II
- Titre français : Code 8 : Partie II
- Réalisation : Jeff Chan
- Scénario : Chris Paré, Jeff Chan, Sherren Lee et Jesse LaVercombe
- Musique : Ryan Taubert
- Direction artistique : Andrea Kristof
- Décors : Kai Boydell
- Costumes : Marcia Scott
- Photographie : Marie Davignon
- Montage : Matt Lyon
- Production : Robbie Amell, Stephen Amell, Jeff Chan, Steven Hoban, Matthew Kariatsumari, Chris Pare 
  - Coproducteurs : Michael Heathcote, Amanda Pileggi, Tom Selenow
  - Producteurs délégués : Aaron Barnett, Brian Huynh et Mark Smith
- Sociétés de production : XYZ Films et Collective Pictures
- Société de distribution : Netflix
- Budget : N/A
- Pays de production :  Canada,  États-Unis
- Langue originale : anglais
- Format : couleur
- Genre : science-fiction, thriller
- Durée : 100 minutes
- Date de sortie[1] : 28 février 2024 (sur Netflix)
- Classification[2] :
  - États-Unis : TV-MA

## Distribution
- Robbie Amell (VF : Anatole de Bodinat) : Connor Reed
- Stephen Amell (VF : Sylvain Agaësse) : Garrett Kelton
- Alex Mallari Jr. (VF : Stéphane Fourreau) : le sergent « King » Kingston
- Sirena Gulamgaus (VF : Lou Dubernat) : Pavani
- Aaron Abrams (VF : Fabien Jacquelin) : l'inspecteur Davis
- Moe Jeudy-Lamour (en) (VF : Sourou Ouadodji) : l'officier Cirelli
- Altair Vincent (VF : Éric Daries) : Stillman
- Nneka Elliott (VF : Christine Braconnier) : Nadine
- Jean Yoon (en) (VF : Anne Plumet) : Mina
- Sarena Parmar (VF : Marie Perret) : Stephanie Kingston
- Kari Matchett : la mère de Connor

 Source et légende : version française (VF) sur RS Doublage

## Production
En juin 2021, il est annoncé que Robbie Amell et Stephen Amell vont produire la suite de Code 8 (2019) et qu'ils reprendront également leurs rôles respectifs de Connor Reed et Garrett Kelton. Peu après, il est révélé que Netflix a acquis les droits de distribution du futur film.
Le tournage doit alors débuter en octobre 2021 et Toronto,. Certains membres de l'équipe confirment ensuite que les prises de vues ont débuté en novembre 2021. Robbie Amell évoque alors la possibilité d'un troisième opus.